# Ben Kweller
Benjamin Lev Kweller (Greenville, Texas, Estados Unidos, 16 de junio de 1981) es un cantante estadounidense, compositor y multinstrumentista.

## Historia
Ben Kweller nació en San Francisco en 1981. En 1982, su familia se trasladó a Emory, Texas, donde su padre, Howard Kweller, se convirtió en primer médico de la ciudad. En 1986, Ben Kweller se trasladado a Greenville, Texas. Kweller fue expuesto a la música a una edad muy temprana. Su padre Howard Kweller le enseñó a Ben cómo tocar la batería cuando tenía siete años de edad. Para el próximo año, ellos tocan juntos casi todas las noches después de que Howard llega a casa del trabajo. Howard cantaba y tocaba la guitarra, mientras que Ben tocaba la batería. Ambos tocaban canciones de The Beatles, The Hollies, Jimi Hendrix, y otros artistas de la década de 1960. Howard es también un viejo amigo de Nils Lofgren, un vecino suyo. Esto fue mencionado durante una entrevista con Marc Riley en la BBC 6music el 4 de diciembre de 2008. Kweller ha mencionado en entrevistas que reunió Lofgren en gran medida ayudó a su exposición a la música. Cuando cumplió 8 años Kweller, uno de sus amigos le enseñó a tocar la canción de la banda de Post-punk: Joy Division "Heart and Soul" en el piano y el joven de inmediato comenzó a crear sus propias canciones utilizando los mismos acordes. En el momento en que él tenía 9 años, tuvo una docena de composiciones originales en su haber y un concurso de composición patrocinado por Billboard, Donde ganó una mención de honor.

## Discografía

### Álbumes de estudio
- 2000: "Sha Sha"
- 2001: "Freak Out, It's Ben Kweller"
- 2004: "On My Way"
- 2006: "Ben Kweller"
- 2009: "Changing Horses
- 2012: "Go Fly a Kite"

### EP
- 1999: "Melange"
- 2000: "Bromeo"
- 2001: "Phone Home"
- 2001: "BK"
- 2006: "Sundress"
- 2008: "How Ya Lookin' Southbound? Come In..."

### Sencillos
- "Wasted & Ready", (2002)
- "Commerce TX", (2003)
- "Falling", (2003)
- "The Rules", (2004)
- "Sundress", (2006)
- "Penny On The Train Track", (2006)
- "Sawdust Man", (2009)